# Parthenicus thibodeaui
Parthenicus thibodeaui är en insektsart som beskrevs av Schwartz och Samuel Hubbard Scudder 2003. Parthenicus thibodeaui ingår i släktet Parthenicus och familjen ängsskinnbaggar. Inga underarter finns listade i Catalogue of Life.